# فالنتينو غارافاني
فالنتينو كليمنتي لودوفيكو غارافاني (بالإيطالية: Valentino)‏ (مواليد 11 مايو 1932 في فوغيرا ، إيطاليا) ، المعروف باسم فالنتينو ، مصمم أزياء إيطالي ومؤسس دار فالنتينو للأزياء الإيطالي , ماركة الأزياء العالمية الفاخرة التي ساهمت في صياغة تاريخ الموضة لنحو 50 عاما، وأحد أكثر الوجوه المعروفة في عالم الموضة .
أبرز خطوطه الرئيسية هي : فالنتينو، فالنتينو غارافاني، فالنتينو روما، ر.ي.د. فالنتينو.
منذ 2010 انضمت عطور فالنتينو لشركة بويغ.

## نشأته
ولد فالنتينو غارافاني في فوغيرا، لومبارديا , إيطاليا، يوم 11 مايو 1932 ، دخل عالم تصميم الأزياء منذ سن مبكرة، حيث تدرب تحت إشراف عمته روزا والمصممة المحلية إرنستينا سلفاديو ,
ثم انتقل إلى باريس لمتابعة التدريب في المدرسة الوطنية العليا للفنون الجميلة بمساعدة والدته تيريزا دي بياجي ووالده ماورو غرافاني، حصل على تدريبه المهنية بالعمل في صالونات جان ديسس حيث ساعد في رسم فستان الكونتيسة جاكلين دي ريبس.
و غاي لاروش., بدأ خطه المميز في روما 1959 .

## روابط خارجية
- فالنتينو غارافاني على موقع IMDb (الإنجليزية)
- فالنتينو غارافاني على موقع الموسوعة البريطانية (الإنجليزية)
- فالنتينو غارافاني على موقع مونزينجر (الألمانية)
- فالنتينو غارافاني على موقع إن إن دي بي (الإنجليزية)
- فالنتينو غارافاني على موقع قاعدة بيانات الفيلم (الإنجليزية)